# Suave Veneno
A Suave Veneno (magyarul: Lágy méreg) egy 1999-es brazil televíziós sorozat, amit 1999. január 18. és szeptember 18. között sugárzott először a Globo.

## Történet
Az üzletember Valdomiro Cerqueira (José Wilker) autójával elütött egy Inês (Glória Píres) nevű fiatal nőt, aki elvesztette az emlékezetét. Valdomiro úgy érzi adósa marad a nőnek, aki egyedül van és nem emlékszik a múltjára. Ekkor Valdomiro úgy dönt a házába viszi, ameddig a helyzetet megoldódik. Valdomiro felesége Eleonor (Irene Ravache) és három lánya Maria Regina (Letícia Spiller), Maria Antonia és Márcia Eduarda Inêst ridegen és gyanakvással fogadja. Az események óta az következik be amitől a lányok legjobban féltek: Eleonor elválik férjétől, Valdomirotól, aki viszonyt folytat Inêsszel. Maria Regina pedig áskálódik Inês ellen, akit betolakodónak tart és aki fenyegeti a család nyereségét. Apjával pedig keserves hatalmi harcot folytat az apja által alapított Marmoreal cégért. 
Inês egyszercsak eltűnik pár értékes gyémánttal, amivel Valdomirót sokkolja. Pár napp később holtan találják Inêst.  Hónapokkal később azonban Inês Lavinia néven tér vissza, amivel sokkolja Valdomiróékat.
Adelmo (Ângelo Antônio) egy balesetben elvesztette a feleségét, majd rövidesen letartóztatják gyilkosság vádjával, amit nem ő követett el. Clarice  (Patrícia França) segítségével kiengedték, akibe szerelmes volt Adelma. Adelmo élete azonban gyökerese fordulatot vesz, amikor megismerkedik Maria Reginával.  Mária Regina egy ambiciózus és arrogáns nő, aki Álvaro Figuiera (Kadu Moliterno) felesége volt és két gyereke van tőle. Maria Regina előszeretettel alázta meg Álvarót mások előtt, a férfi ezt megelégelvén megcsalja feleségét, ám ezzel tönkretette házasságát.  Adelmo és Maria Regina akkor ismerkedik meg, amikor Maria Regina elüti Adelmót. Innentől egy viharos szerelmi kapcsolat veszi kezdetét. Maria Regina Adelmót eleinte szeretőjének tartja, hogy bosszút álljon férje hűtlenségén. Ám rövidesen mély érzelmeket kezd érezni Adelmo iránt, aki gyakran tesz a férfinak szerelmi vallomásokat, még úgyis hogy mások előtt megalázkodik. 
Adelmóval és gyermekeivel beköltözik a családi házukba, segít szerelmének munkát találni és Adelmo gyerekét egy előkelő iskolába íratja. Adelma Maria Regina segítségével szabadul ki a börtönből, amikor Clarice megölésével vádolták. 
Eleonor szenved a válás miatt és Valdomiro visszatérésben reménykedik, egészen amíg nem ismer meg egy fiatal, nehézsorsú festőt, Eliseút. Eliseú (Rodrigo Santoro) épp le akarja vetni magát egy tetőről, ám Eleonor megállítja őt. Innentől Eleonor pártfogásba veszi Eliseút: lakást bérel neki és anyagilag segíti őt, hogy a festészetének éljen. Épp már kezdene alakulni köztük valami, amikor megjelenik Eleonor legfiatalabb lánya Márcia Eduarda, aki azonnal beleszeret Eliseúba. Ám szerelmük nem teljesedik ki, hisz Eliseút festményhamisítás vádjában letartóztatják, majd börtönbe kerül. Márcia Eduarda ígéretet tesz szerelmének hogy várni fog rá, amikor kiszabadul a börtönből, a végén tisztázódik minden és Eliseú kiszabadul.

## Szereplők
| Színész              | Karakter                                       |
| -------------------- | ---------------------------------------------- |
| José Wilker          | Waldomiro Cerqueira                            |
| Irene Ravache        | Eleonor Bergantes de Cerqueira                 |
| Glória Píres         | Maria Inês/ Lavínia de Alencar Cerqueira       |
| Letícia Spiller      | Maria Regina Bergantes de Cerqueira e Figueira |
| Patrícia França      | Clarisse Ribeiro                               |
| Ângelo Antônio       | Adelmo de Alencar                              |
| Tarcísio Filho       | Augusto Ivan                                   |
| Kadu Moliterno       | Álvaro Figueira                                |
| Rodrigo Santoro      | Eliseu Vieira                                  |
| Luana Piovani        | Marcia Eduarda Bergantes de Cerqueira          |
| Betty Faria          | Carlota Valdez                                 |
| Diogo Vilela         | Uálber Canhedo                                 |
| Nívea Maria          | Emiliana (Nana)                                |
| Léa Garcia           | Selma Ribeiro                                  |
| Nuno Leal Maia       | Felisberto Morel (Gato)                        |
| Vanessa Lóes         | Maria Antonia Bergantes de Cerqueira Coelho    |
| Deborah Secco        | Marina Canhedo                                 |
| Ilva Niño            | Maria José da Silva (Zezé)                     |
| Mariah da Penha      | Lucilene Barbosa da Silva                      |
| Sérgio Viotti        | Alceste Bergantes                              |
| Jorge Dória          | Genival Canhedo                                |
| Eva Todor            | Maria do Carmo Canhedo                         |
| Nelson Xavier        | Fortunato                                      |
| Ana Rosa             | Geni (Geninha)                                 |
| Fúlvio Stefanini     | Marcelo Barone                                 |
| Rodrigo Faro         | Renildo                                        |
| Nívea Stelmann       | Eliete                                         |
| Luiz Carlos Tourinho | Edilberto                                      |
| Totia Meirelles      | Matilde                                        |
| Heitor Martinez      | Claudionor                                     |
| Samara Felippo       | Gilvânia                                       |
| Matheus Rocha        | Leonardo                                       |
| Daniela Faria        | Adriana                                        |
| Cecília Dassi        | Patrícia Cerqueira Figueira (Patty)            |
| Vinícius de Oliveira | Júnior                                         |
| Ivan Cândido         | Sandoval                                       |
| Elias Andreato       | Clóvis                                         |
| Tuca Andrada         | Antônio                                        |
| Guilherme Corrêa     | Heitor                                         |
| Tácito Rocha         | Dr. Faria                                      |
| Luís Antônio Pillar  | Dr. Cláudio                                    |

## Érdekességek
- Eva Todor és Nuno Leal Maia korábban együtt szerepeltek a Topmodell című sorozatban.
- Nelson Xavier és Gloria Pires korábbn együtt szerepteltek a Bestia című sorozatban.
- Leticia Spiller és Gloria Pires korábban együtt szerepeltek a Pampák királya című sorozatban.